# Aurel A. Beleș
Aurel A. Beleș (n. 8/20 aprilie 1891, București – d. 10 ianuarie 1976) a fost un inginer constructor român, membru al Academiei Române (m.c. 1955 / m.t. 1963).

## Biografie
Plecat cu tatăl său la Paris, la vârsta de cinci ani, urmează acolo primii doi ani de școală primară. După ce revine în țară, continuă cursurile primare la Școala Comunală nr. 4 din București.
După terminarea Liceului Mihai Viteazul din București, în anul 1909, s-a înscris la Școala Națională de Poduri și Șosele București, pe care a absolvit-o în anul 1914, ca șef de promoție. În timpul facultății și-a satisfăcut stagiul militar și a participat la campania de război din Bulgaria (1913) în calitate de ofițer de geniu. După absolvire a fost repartizat inginer constructor la Direcția Generală de Poduri și Șosele a Ministerului Lucrărilor Publice, unde a lucrat până în anul 1920.
Între anii 1916-1918, a participat la Primul Război Mondial, în calitate de ofițer al Regimentului de căi ferate, luând parte la restabiliri de căi ferate, reconstrucții și construcții de poduri cum sunt cele peste Siret, la Ionești și Cosmești, și peste Tisa, la Szenta și Szolnok.
În anul 1919, a proiectat și condus supra-înălțarea cu două etaje a clădirii Școlii Naționale de Poduri și Șosele din București – prima lucrare de acest fel din țară.

### Activitatea de proiectare și execuție
Dintre lucrările mai importante proiectate și executate în prima perioadă (1914-1920), menționăm:
- proiectele podurilor de beton armat peste râul Amaradia, de la Ișalnița, și peste râul Gilort, de la Capul Dealului, cu trei, respectiv două arce de câte 40 m deschidere și fundații pe chesoane cu aer comprimat;
- prelungirea podului metalic de șosea peste Siret, la Roman, pentru susținerea apeductului orașului Iași;
- podurile de la Roznov și Costișa, pe râul Bistrița.

Între anii 1920-1948, ca angajat la întreprinderea Tiberiu Eremia și apoi la Societatea Națională de Construcții, a întocmit proiecte și a condus execuția unor construcții din capitală, precum:
- hotelul "Royal Palace";
- hotelul "Paris";
- hotelul "Splendid" - consolidare și supraînălțare;
- cinematograful "Marna";
- căminul Societății studenților în medicină;
- clădirea Tinerimea Română, cuprinzând și o sală de spectacole;
- complexul de clădiri Agricola Fonciera, prima construcție din România executată cu ciment cu întărire rapidă;
- silozul și construcțiile industriale anexe ale fabricii de bere Bragadiru;
- garajele și remizele I.T.B. Panduri, Splaiul Unirii, Dudești și Bucureștii Noi;
- centralele de la Doicești, Ovidiu și Paroșeni;
- planșeul de pe Dâmbovița;
- teatrul Nottara;
- garajele Ciclop și Cobălcescu;
- Palatul Băncii Naționale;
- fundația Palatului Bursei din București.

De asemenea, a coordonat realizarea unor construcții din provincie:
- fundația Camerei de Comerț din Galați;
- uzina de reparare a locomotivelor a fostei Societăți Franco-Române din Brăila;
- viaductul de intrare în defileu de 280 m lungime pe linia ferată Bumbești-Livezeni;
- fundațiile podului de cale ferată peste Jiu, la Filiași;
- fabrica de ciment de la Fieni;
- rafinăria de petrol Brazi;
- halele de alimente din Giurgiu;
- clădirea Tezaurului Băncii Naționale de pe șoseaua Sinaia-Moreni;
- dublarea liniei ferate Teiuș-Apahida;
- alte reconstrucții și consolidări de clădiri după seismul din anul 1940.

Începând din anul 1948, prof. Aurel Beleș a participat ca inginer consilier, expert, la mari lucrări de construcții social-culturale, industriale, de artă, poduri și baraje. A proiectat și condus proiectarea unor obiective precum:
- cuptorul cu propulsie și coșurile de fum la oțelăria Hunedoara;
- cuptoarele pentru oțelărie, coșurile de fum și estacada de încărcare a cuptoarelor la Oțelu Roșu;
- laminorul de la Roman;
- consolidarea halei de celuloză de la Zărnești;
- priza de apă pentru alimentarea uzinelor la Călan;
- contribuții a adus la realizarea fundațiilor de la Combinatul Siderurgic Galați;
- soluții ale unor probleme dificile de construcții la barajele Bicaz, Porțile de Fier, Argeș;
- soluții pentru cupola Expoziției Realizărilor Economiei Naționale (EREN) din București;
- lucrări de subzidire și consolidare a unor monumente istorice precum: Moscheea din Constanța, Clopotnița Patriarhală, bisericile Domnița Bălașa și Sf. Spiridon din București etc.

### Activitatea didactică
În paralel cu activitatea tehnică, prof. Aurel Beleș a dus și o prodigioasă activitate didactică.
A început activitatea în învățământul superior în anul 1918, predând cursul de Mașini hidraulice la Școala Națională de Poduri și Șosele din București în perioada în care aceasta era dislocată la Iași.
În anul 1919, a fost numit asistent la Catedra de mecanică, statica construcțiilor și rezistența materialelor, predând și cursul de Drumuri și topografie.
În anul 1925, a fost numit conferențiar la cursul de Mecanică aplicată și rezistența materialelor la Politehnica din București și apoi, în anul 1938, profesor titular la cursul de Construcții și fundații.
În anul 1948 a fost numit profesor la Catedra de Rezistența materialelor și teoria elasticității la Institutul de Construcții din București, unde a predat până la pensionare pentru limita de vârstă, în  anul 1962. Între anii 1950-1952 a predat cursul de Rezistența materialelor și teoria elasticității și la Institutul de Transporturi din București.
Prof. Aurel Beleș este creator de școală românească în domeniul construcțiilor. Dintre foștii săi studenți, mulți i-au rămas colaboratori - la  catedră, în institute de cercetare și proiectare sau în producție.
Prof. Aurel Beleș a publicat, ca autor sau coautor, numeroase cursuri și tratate.

### Activitatea de cercetare
Prof. Aurel Beleș a manifestat preocupări deosebite și în domeniul cercetării științifice, abordând probleme teoretice dificile cu aplicații directe în practică, contribuind, prin caracterul original, la progresul științei construcțiilor din țara noastră și la afirmarea ei peste hotare.
În primele sale lucrări s-a ocupat de stabilirea ecuației diferențiale a axei deformate în studiul stabilității barelor și a studiat influența erorilor de secțiune și de lungime a elementelor asupra valorii reale a reacțiunilor.
Printre primii cercetători din lume, a pus în evidență influența variației accelerațiilor asupra acțiunii distructive a mișcării seismice. Aceste variații se constată în accelerogramele intensive prin schimbarea instantanee de semn a accelerațiilor.
A stabilit (în colaborare) relațiile analitice ale ecuațiilor generale ale echilibrului în coordonate oblice, pentru suprafețe subțiri de grosime constantă.
De asemenea, a dat (în colaborare) o aplicare a metodei plurilocale la calculul stării de membrană a suprafețelor de translație și s-a ocupat de efectele seismelor asupra construcțiilor și proiectarea structurilor și fundațiilor rezistente la acțiunea seismică. Poate fi evidențiată aplicabilitatea practică a studiilor privind fundațiile pe piloți, stabilitatea reazemelor precum și tasările posibile (în colaborare), în special la Combinatul Siderurgic de la Galați.
A fost un participant activ la diferite manifestări științifice internaționale și a susținut numeroase conferințe publice în țară și străinătate.

## Recunoaștere
Pentru întreaga sa activitate de inginer, profesor și om de știință a fost ales membru corespondent al Academiei Române (2 iulie 1955) și apoi membru titular la 21 martie 1963.
De asemenea, a fost ales membru corespondent al Academiei de Științe din România începând cu 31 mai 1940.
În anul 1963 i s-a decernat Premiul de Stat, iar în anul 1964 a fost distins cu titlul de Om de știință emerit. De asemenea, a fost decorat cu Meritul Științific cl. I.
A fost membru în diverse asociații profesionale:
- Asociația internațională de inginerie seismică;
- Asociația internațională de poduri și șosele;
- Asociația internațională pentru placi curbe subțiri de beton;
- Asociația Generală a Inginerilor din România (AGIR).

A încetat din viață la 10 ianuarie 1976 și a fost înhumat la Cimitirul Bellu, alături de alți academicieni.

## Distincții
- Semnul Onorific „Răsplata Muncii pentru 25 ani în Serviciul Statului” (13 octombrie 1941)[5]
- titlul de „Profesor Emerit al Republicii Populare Romîne” (5 noiembrie 1962) „pentru activitatea îndelungată, contribuție în dezvoltarea științei și merite deosebite în dezvoltarea învățămîntului superior”[6]
- titlul de Om de Știință Emerit al Republicii Populare Romîne (18 august 1964) „pentru merite deosebite în activitatea științifică”[7]
- Ordinul „Meritul Științific” clasa I (26 septembrie 1966) „pentru merite deosebite în activitatea științifică, cu prilejul Centenarului Academiei Republicii Socialiste România”[8]
- titlul de Erou al Muncii Socialiste și medalia de aur „Secera și ciocanul” (4 mai 1971) „cu prilejul aniversării a 50 de ani de la constituirea Partidului Comunist Român, [...] pentru merite deosebite în domeniul științei, artei și culturii”[9]

## Lucrări
- Mecanica aplicată. Rezistența materialelor, 1935, 203 p.
- Mecanica teoretică și aplicată, Vol.1 - Introducere în mecanică, prof.ing. Aurel A. Beleș, ing. Ștefan G. Bălan, 1942, 106 p.
- Curs de fundații. Partea I-II, București, Editura Politehnicei, 1948, 160 p.
- Curs de rezistența materialelor, Anul II, Partea I-II, București, Institutul de Construcții, 1950, 214 p.
- Curs de rezistența materialelor, Anul IV, Plăci plane, Breviar, București, 1950, 39 p.
- Cursul de mecanică. Statica. Partea I: Statica teoretică, Aurel Beleș, Ștefan G. Bălan, București, Institutul de Construcții, 1950, 159 p.
- Cursul de mecanică. Cinematica, Aurel Beleș, Ștefan G. Bălan, București, Institutul de Construcții, 1950, 159 p.
- Curs de rezistența materialelor, Vol. 2, București, Litografia Învățământului, 1955, 240 p.
- Rezistența materialelor. Vol. 2: Curs aprobat de Ministerul Învățământului și Culturii pentru uzul studenților institutelor tehnice superioare cu specialitatea construcții, Aurel Beleș, R. P. Voinea, București, Editura Tehnică, 1958, 536 p.
- Paraboloidul eliptic și hiperbolic în construcții, Aurel Beleș, M. Soare, București, Editura Academiei RPR, 1964, 623 p.
- Les paraboloides elliptique et hyperbolique dans les constructions, Aurel Beleș, M. Soare, Paris, Dunod; Bucarest, Edition l'Academie de la Republique Socialiste de Roumanie, 1967, 686 p.
- Calculul plăcilor curbe subțiri. Formule, abace, tabele, exemple de calcul, Aurel Beleș, M. Soare, București, Editura Tehnică, 1969, 604 p.
- Calculul construcțiilor amplasate pe terenuri deformabile. Interacțiunea structură fundație-teren, Aurel Beleș, U. Mihăilescu, Mihăilescu, Ș., București, Editura Academiei RSR, 1977, 428 p.
- Elliptic and hyperbolic paraboloidal shells used in constructions (coautor)
- Elemente de seismologie inginerească, Aurel A. Beleș, Mihail D. Ifrim. Editura Tehnică, 1962, 247 p.